# Plaza Alfonso López (Valledupar)

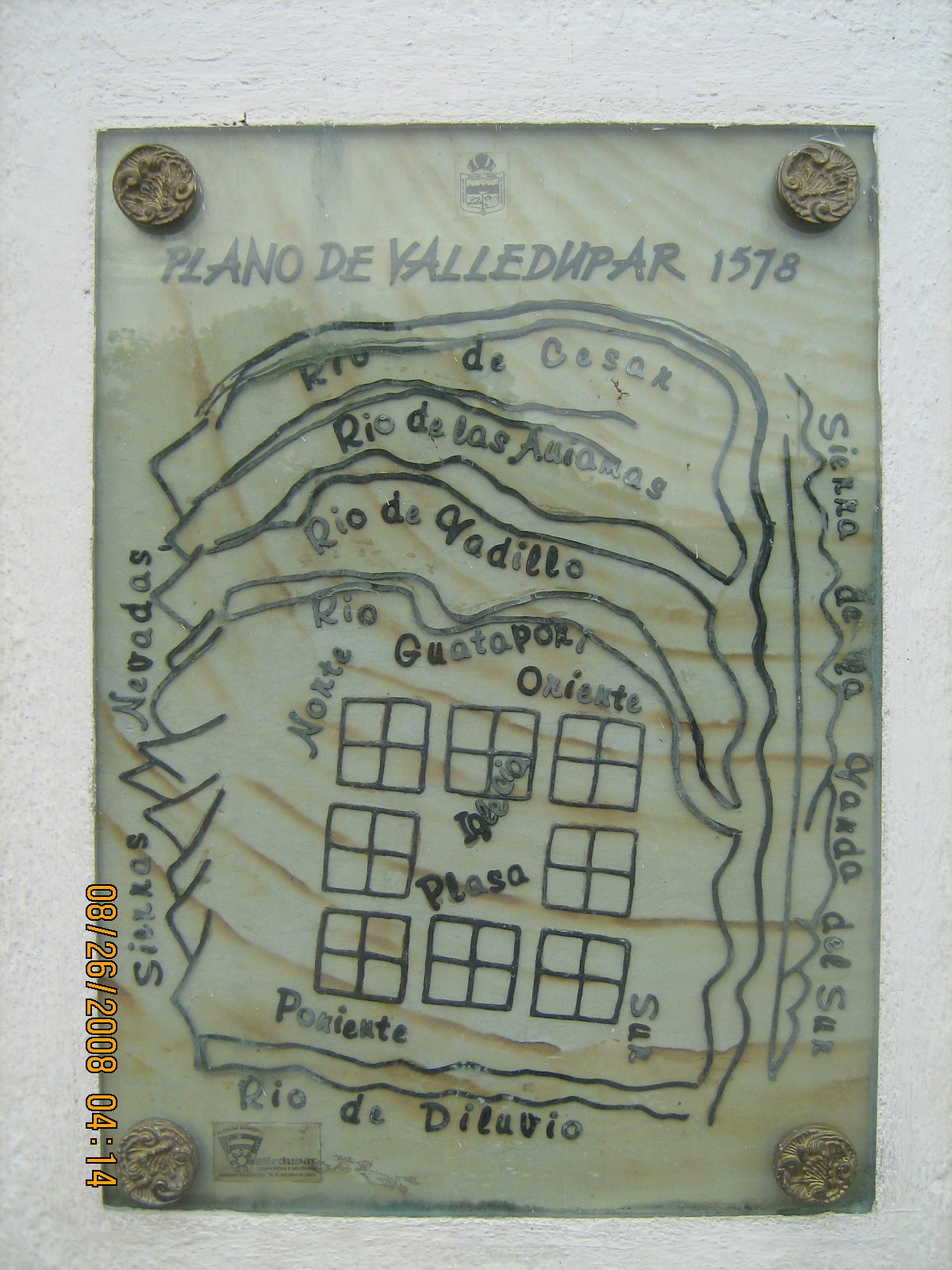
Plano de Valledupar en 1578 con la plaza Mayor como centro poblacional.

La plaza Mayor de Valledupar o plaza Alfonso López Pumarejo es un espacio público abierto de Valledupar, Colombia. En 1578 fue ubicada en su lugar actual y a su alrededor se establecieron las primeras manzanas, a partir de las cuales se expandió Valledupar. A su alrededor se encuentran las edificaciones que albergan las autoridades municipales como la alcaldía y el concejo, y la iglesia de la Inmaculada Concepción. En la esquina suroriental de la plaza está la escultura ‘La Revolución en Marcha'. La plaza alberga la tarima Francisco el Hombre, construida en 1986 y reconstruida en 2019.

## Historia
El sitio que actualmente ocupa la plaza era habitado por indígenas chimilas de la tribu Eupari. Exploradores españoles llegaron a la zona a mediados del siglo XV. El 6 de enero de 1550, Valledupar fue fundada en la plaza Mayor por Hernando de Santana, acompañado del escribano Juan de Castellanos. Los primeros pobladores españoles se establecieron alrededor de la plaza. Utilizando técnicas de construcción colonial española, los colonizadores y criollos construyeron la iglesia de la Inmaculada Concepción, un convento de monjas y caserones alrededor de la plaza. A una cuadra de la plaza construyeron la iglesia Nuestra Señora del Rosario y un monasterio. 
La plaza fue organizada para ser el centro de reuniones de la población, igualmente para ceremonias militares y centros de congregaciones políticas, culturales y comerciales. La plaza ha sido sitio de celebración y peregrinación durante las celebraciones de la Semana Santa en Valledupar, en especial la celebración del Ecce Homo. Durante la independencia de Valledupar en el siglo XVIII, la plaza fue centro de organización política para liberar a la región del imperio español. Ciudadanos de Valledupar y la región se reunieron en la plaza Mayor para conspirar contra las tropas realistas, leales a la corona española. Entre estos ciudadanos conspiradores, estaba María Concepción Loperena, quien vivía en inmediaciones de la plaza.
En 1936, el dirigente político y agricultor Eloy Quintero Baute sembró árboles de mango en el lado de la plaza que colinda con la carrera 16 y que había sembrado también su finca 'Bélgica'. Recomendó a su hija Emelina Quintero Araújo y a Abigail Escalona Martínez para que regaran con agua el árbol.
La plaza no tuvo mayores cambios hasta mediados del siglo XX, cuando las primeras calles fueron pavimentadas durante la alcaldía de Jorge Dangond Daza. En la plaza se construyó una lúgubre tarima de cemento para manifestaciones políticas y presentaciones musicales, en especial de conjuntos de música vallenata y bandas.
Dirigentes del partido Liberal le cambiaron el nombre a la plaza Mayor de Valledupar por el del expresidente Alfonso López Pumarejo, cuya madre, Rosario Pumarejo, era oriunda de Valledupar.
El primer Festival de la Leyenda Vallenata se realizó en la plaza en 1968. 
En 1986, en medio de fuerte polémica fue construida una moderna tarima llamada Francisco 'El Hombre' para celebrar con mejor talante los festivales de música vallenata que cada año eran más numerosos. La carrera 5, entre calles 15 y 16, fue sellada y convertida en parte de la plaza. 
En 2007, el arquitecto guajiro Gonzalo Orozco Daza, mediante acción popular, le pidió al alcalde Ciro Pupo Castro que demoliera la tarima 'Francisco El hombre', alegando que supuestamente invadía el espacio público, sin embargo, tras las protestas de los dirigentes culturales de la ciudad, la iniciativa fue desechada.
En marzo de 2010, la administración del alcalde Luis Fabián Fernández intentó remodelar la plaza, pero el proyecto fue rechazado.

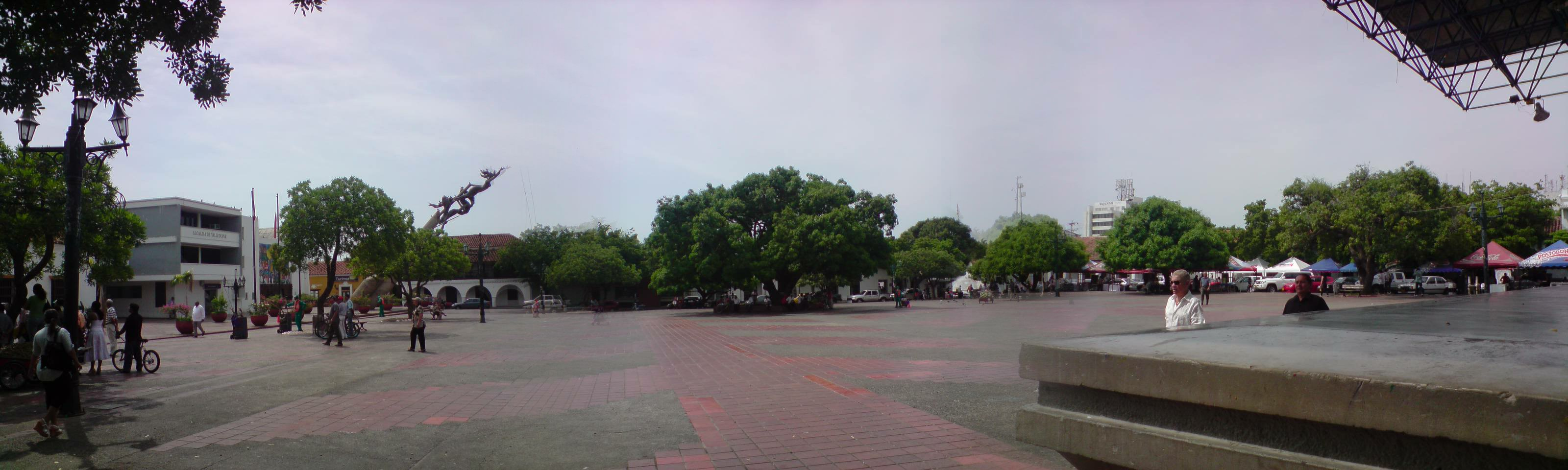
Panorámica de la plaza, vista desde la tarima 'Francisco, El Hombre'. Se aprecia el lado sur de la plaza (calle 15) y el palo 'e mango.

En 2004, los principales eventos del Festival Vallenato pasaron a organizarse en el Parque de la Leyenda Vallenata, debido a que el espacio de la plaza se volvió limitado para el número de personas que asistían al festival. Sin embargo, aún se presentan en la tarima Francisco El Hombre de la plaza algunos concursos en los días del festival.
En 2019, por gestión del alcalde Augusto Ramírez, la plaza fue objeto de una importante remodelación. Se demolió la antigua tarima Francisco El Hombre y se construyó otra de estilo moderno. Las baldosas del piso recrean un motivo de las mochilas arhuacas.

## Monumento La revolución en marcha

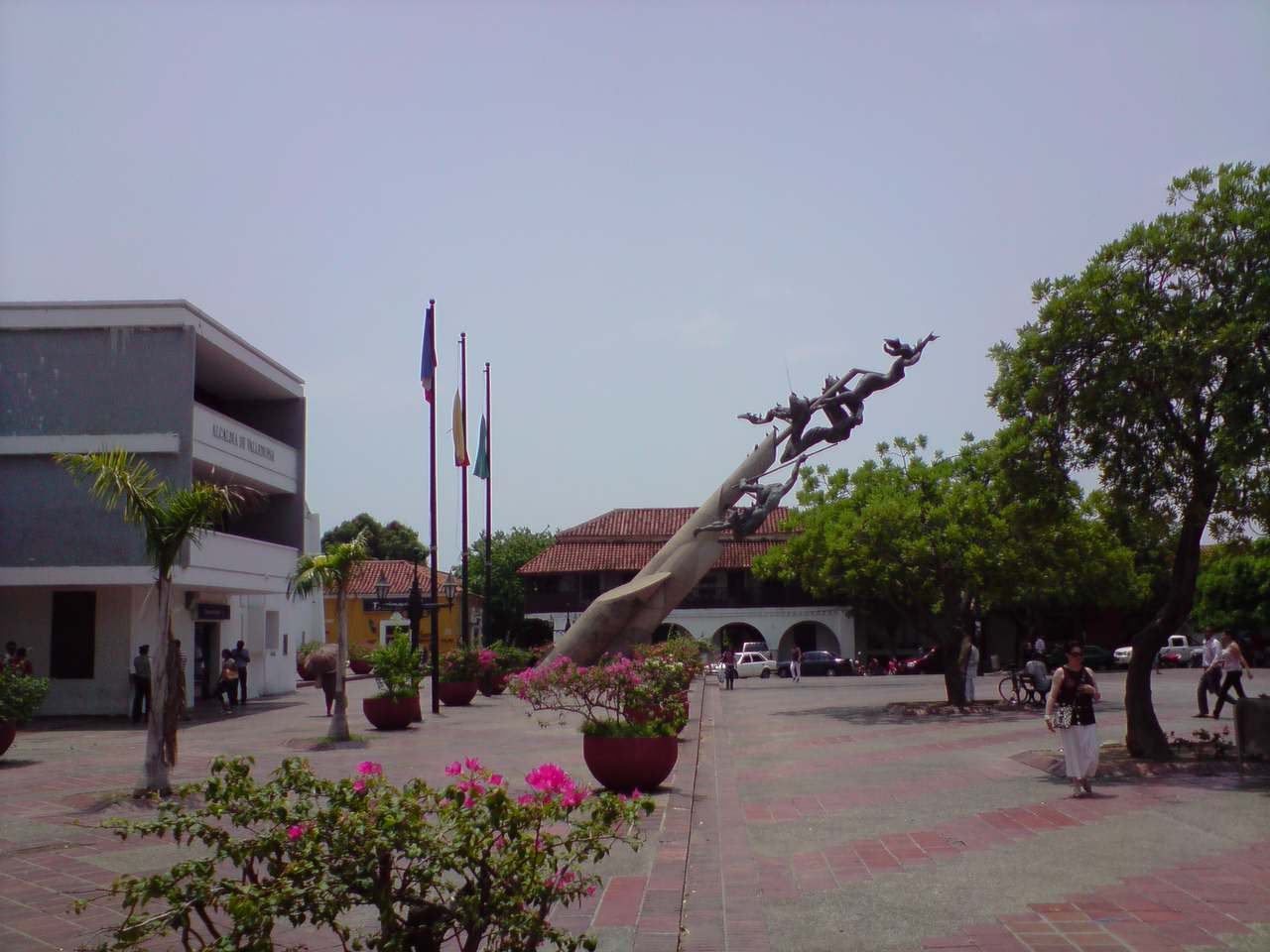
En 1986, una porción de la carrera 5 fue cerrada y convertida en parte de la plaza, entre la iglesia de la Inmaculada Concepción y el convento de Monjas (actual Concejo de Valledupar). Al fondo se aprecia el monumento 'La revolución en marcha'.

Última obra del escultor Rodrigo Arenas Betancourt, hecha por encargo de la gobernadora del Cesar Paulina Mejía para conmemorar el legado político de Alfonso López Pumarejo. Se encuentra en la esquina suroriental de la plaza. Fue inaugurada el 27 de abril de 1994. 
De acuerdo con el escultor Misael Martínez, la Revolución en Marcha “es una obra figurativa que muestra la plasticidad del cuerpo con la tradicional figura desnuda. Las figuras masculina y femenina se elevan en un pedestal que representan las chimeneas de nuestras industrias”.
«Revolución en Marcha» fue el nombre que recibió el gobierno de Alfonso López Pumarejo, concepto explicado por López en su discurso de posesión en 1934 como «el deber del hombre de Estado de efectuar por medios pacíficos y constitucionales todo lo que haría una revolución». Planteaba un gobierno progresista que se centraba en las transformaciones de la política agrícola e industrial del país, en el régimen laboral, tributario y judicial,  y en la educación universitaria. 
El monumento consta de tres columnas inclinadas elaboradas en concreto, de una de las cuales emerge, en su sección superior, un conjunto de bronce que empieza con la figura de un hombre con una lanza y es rematado por una mujer con el torso desnudo en actitud de lucha y trabajo. 
En la placa del monumento se lee: 
“Una república campesina como la nuestra necesita leyes más justas y democráticas sobre la propiedad de la tierra sobre su uso y sobre las apelaciones entre el dueño de la tierra y del asalariado”.